# الظهار (الرجم)

تعديل مصدري - تعديل

الظهار هي إحدى قرى عزلة الذاري بمديرية الرجم التابعة لمحافظة المحويت، بلغ تعداد سكانها 791 نسمة حسب تعداد اليمن لعام 2004.